# تاريخ العلاقات الهندية الأمريكية
تشكلت العلاقة بين الهند والولايات المتحدة على مر القرون لكونهما مستعمرتين بريطانيتين سابقتين، ولدورهما المهم الحالي في الجغرافيا السياسية العالمية.

## فترة الهند البريطانية
أُعجِبَ الأمريكيون بتوسع الإمبراطورية البريطانية قبل سبعينات القرن الثامن عشر، وشعروا بالفخر لكونهم جزءًا من توسع النفوذ البريطاني حول العالم. كان توماس باين، مؤلف الكتيب الثوري المؤثر بعنوان الفطرة السليمة، صوتًا بارزًا للمعارضة في أواخر القرن الثامن عشر، إذ رأى في بروز شركة الهند الشرقية البريطانية في البنغال عام 1757 ابتزازًا، وينذر بما سيحدث للولايات المتحدة إذا فشلت في تأمين استقلالها. لعبت الضرائب الباهظة على السلع الهندية المستوردة إلى الولايات المتحدة، مثل الأقمشة عالية الجودة، دورًا في إثارة السخط ضد الحكم البريطاني.

### الثورة الأمريكية وشركة الهند الشرقية والسياق الأولي لأمريكا
أُرسِلَ العديد من الهنود (من أماكن مثل بومباي والبنغال) إلى المستعمرات الثلاث عشر للعبودية أو العمل بالسخرة بسبب الروابط بين شركة الهند الشرقية وهذه المستعمرات. قد يمتلك أحفاد هؤلاء العبيد من شرق الهند اليوم نسبة صغيرة من الحمض النووي من أسلاف آسيويين، ولكن من المحتمل أن تقل هذه النسبة عن المستويات التي يمكن الكشف عنها في اختبارات الحمض النووي الحالية، إذ أن معظم الأجيال اللاحقة كانت في الغالب من أصول أفريقية وأوروبية عرقية.
امتلكت كل من بريطانيا العظمى وفرنسا أراضي في الأمريكيتين وكذلك في شبه القارة الهندية. اندلع القتال بين المستعمرات البريطانية والفرنسية في الهند في عام 1778، عندما أعلنت فرنسا الحرب على بريطانيا. شكل هذا بداية حرب الأنغلو ميسورية الثانية. تحالف حيدر علي، سلطان مملكة ميسور، مع الفرنسيين، وقاتلت القوات الفرنسية-الميسورية في عدة حملات ضد البريطانيين في غرب وجنوب الهند، في عدة أماكن مثل ماهي ومانغلور، منذ عام 1780 حتى 1783. تزامن هذا مع حرب الاستقلال الأمريكية، التي شاركت فيها أيضًا القوات الفرنسية في مساعدة النضال من أجل الاستقلال ضد البريطانيين. حافظ الآباء المؤسسون لأمريكا على وعيهم بالشؤون في ميسور، مع تبادل الإعجاب بين الميسوريين والأمريكيين. شجّع الكونغرس القاري الأمريكي، الذي لم يتمكن من إرسال حملة كاملة إلى شبه القارة، أسطوله من القراصنة بدلًا من ذلك على مهاجمة سفن شركة الهند الشرقية.
أرسل البريطانيون السفينة إيتش إم إس ميديا للاستسلام، في 29 يونيو بعد ضعف الجانبين، حاملةً رسائل إلى الفرنسيين تفيد بانتهاء حرب الاستقلال الأمريكية. صيغت معاهدة باريس في 30 نوفمبر 1782، أي قبل أشهر من حصار كودالور، ولكن الأخبار لم تصل إلى الهند إلا بعد سبعة أشهر، بسبب تأخر الاتصالات إلى الهند. وُقعت المعاهدة أخيرًا في 3 سبتمبر 1783، وصدّق عليها الكونغرس الأمريكي بعد بضعة أشهر. أعادت بريطانيا بونديشيري إلى الفرنسيين وكودالور إلى البريطانيين بموجب شروط المعاهدة. يُقال إن علم شركة الهند الشرقية قد ألهم علم الاتحاد القاري لعام 1775، والذي ألهم بدوره العلم الحالي للولايات المتحدة، إذ كان كلا العلمين بنفس التصميم. استُخدمت صواريخ ميسورية في معركة بالتيمور، ويُذكر ذلك في النشيد الوطني الأمريكي «الراية الموشحة بالنجوم»: ووهج الصواريخ الحمراء، والقنابل المتفجرة في الجو.
تولّى الضابط في الجيش البريطاني تشارلز كورنواليس، المركيز الأول كورنواليس، الذي قاد استسلام البريطانيين خلال حصار يوركتاون، والذي تسبب في إنهاء العمليات الحربية في أمريكا الشمالية خلال الثورة الأمريكية، فيما بعد منصب الحاكم العام للهند، ولعب دورًا مهمًا في توسيع السيطرة البريطانية على شبه القارة، ويقع موقع دفنه في مدينة غازيبور شمال الهند.

#### المبشرون الأمريكيون الأوائل
اشتهر أدونيرام جودسون بكونه أول مبشر أمريكي يتوجه إلى الخارج، ووصل هو وزوجته إلى كلكتا في 17 يونيو 1812. تعمق جودسون في فحص شامل للاهوت المعمودية خلال رحلتهما إلى الهند، وتكون لديه اقتناع بأن معمودية المؤمنين ليست فقط صحيحة من الناحية العقائدية، بل هي أيضًا عمل حاسم للطاعة لتوجيهات يسوع (متى 28:19-20).
تتمتع شارلوت وايت، ابنة قاضي بنسلفانيا ويليام أوغسطس أتلي، بكونها أول امرأة أمريكية تُعين مبشرة وتُرسل إلى بلد أجنبي، فانطلقت إلى كلكتا بالهند، في ديسمبر 1815 برعاية المجلس المعمداني للبعثات الأجنبية، وكان من بين المبشرين الأمريكيين الآخرين الذين ذهبوا إلى الهند خلال حقبة ما قبل الراج البريطاني: لايمان جويت، وصموئيل بي. فيربانك، وناثان براون، وجون ويلش دالاس، ولوثر رايس، وصموئيل نيويل، وديفيد أوليفر ألين، وسينثيا فارار، وهنري ريتشارد هويسينغتون، وصموئيل نوت، وهارييت نيويل، وجورج وارين وود، وميرون وينسلو، وغوردون هول، وأزوباه كارولين كوندت، وليفاي سبولدينغ، وجورج بوين، وآن هاسيلتاين جودسون، وجورج بوردمان، وجيريميا فيليبس، وويليام آرثر ستانتون.

#### أمريكيون أوائل أخرون
خدم ديفيد أوترلوني (1758-1825)، المولود في أمريكا والضابط العسكري البريطاني، في الهند خلال أواخر القرن الثامن عشر وأوائل القرن التاسع عشر. اشتهر بدوره في الحرب الإنجليزية-النيبالية (المعروفة أيضًا باسم حرب الغوركا) بين عامي 1814 و1816، إذ قاد القوات البريطانية والهندية ضد مملكة الغوركا في نيبال. أما إدوارد شيبن أرنولد، نجل الوطني الأمريكي الذي تحول إلى ضابط في الجيش البريطاني، بيندكت أرنولد، فقد قاتل إلى جانب البريطانيين في حملاتهم في البنغال.
شارك الضابط الأمريكي جون باركر بويد في معركة خاردا حيث قاتل إلى جانب نظام حيدر أباد، وكان لآرون بور، أحد الآباء المؤسسين لأمريكا، علاقة مع امرأة من شرق الهند تدعى ماري إيمونز، والتي يُرجح أنها من مدينة كلكتا الهندية. وأنجبا طفلين، من بينهما جون بيير بور.
يُعد دادلي ليفيت بيكمان أحد التجار الأمريكيين الأوائل الذين تعاملوا مع الهند، وأسس الجمعية البحرية لشرق الهند. وأخيرًا، كان فيتزإدوارد هول أول أمريكي يقوم بتحرير نص سنسكريتي.

### حكم شركة الهند الشرقية
وجد التجار الأمريكيون صعوبة أكبر في التجارة في الهند خلال هذه الفترة، ولم يُعتَرَف بالقناصل الحكوميين الأمريكيين حتى منتصف القرن التاسع عشر. أما ردود الفعل الأمريكية على ثورة الهند الفاشلة في عام 1857، فشهدت لحظة وجيزة من التردد حول فكرة التوسع الناجح للنفوذ الأمريكي في الخارج بطريقة إمبريالية.

### تحت الراج البريطاني (1858-1947)
أدى الحصار الذي فرضه الاتحاد الأمريكي على القطن الجنوبي، خلال الحرب الأهلية الأمريكية (1861-1865)، إلى تكهنات في الصحافة الهندية حول فرصة الهند لتصدير المزيد من قطنها. دفع تأثير ذلك على الاقتصاد البريطاني إلى تسريع بناء السكك الحديدية الهندية، مما ساعد النقل الأسرع في تصدير القطن الهندي.
زعمت صحيفة نيويورك تايمز في الولايات المتحدة، بينما كان الشماليون قلقين بشأن الوضع النهائي للعبيد الأمريكيين من أصل أفريقي في الأسابيع التي سبقت إعلان الرئيس أبراهام لينكولن لتحرير العبيد، أن الأمريكيين من أصل أفريقي لن يتمكنوا أبدًا من الارتقاء في المجتمع الأمريكي فوق «الحالة التي احتلتها دائمًا الطبقات الدنيا في الهند». أُشير أيضًا إلى عدم قدرة الهند على الدفاع عن نفسها من الغزوات البريطانية؛ فاتفق لينكولن ووزير خارجيته ويليام إتش. سيوارد على ضرورة الحفاظ على الوحدة الأمريكية جزئيًا لتجنب مصير مماثل لما حدث للهند البريطانية. أشار الجنوبيون، الذين سعوا لتوسيع مؤسسة العبودية إلى مناطق جديدة، طوال العقد السابق إلى الغزو الأبيض السريع لأماكن مثل الهند لتبرير استعمار المناطق غير البيضاء جنوب الولايات المتحدة.
احتفل الشاعر الأمريكي الشهير والت ويتمان بافتتاح قناة السويس في عام 1869، واعتبرها وسيلة لربط الغرب والشرق وربطها بالمرحلة الأخيرة من التوحيد العالمي من خلال التوسع الأمريكي.
اعتبر الرئيس ثيودور روزفلت الحكم البريطاني في الهند نموذجًا لما يجب على الولايات المتحدة فعله في حكم الفلبين في أوائل القرن العشرين.